# Regina Sáinz de la Maza
Regina Sáinz de la Maza Lasoli (Barcelona, 31 de diciembre de 1945-13 de agosto de 1997) fue una historiadora y medievalista española.

## Trayectoria
Provenía de una familia vinculada a las artes. Su padre, Francisco Sainz de Maza Ruiz, era pintor, y su tío y padrino, Regino Sainz de Maza, destacado concertista de guitarra. Otros tíos, Mariano, compositor y profesor de música, y Eduardo, violinista, también fueron concertistas. Era la menor de tres hermanas: Marisa, restauradora de pintura, y Victoria, maestra. En abril de 1973 contrajo matrimonio con Jaime Nogué Vilaseca, y en marzo de 1976 nació su hija Yolanda.
Estudió Filosofía y Letras, especializándose en Historia, en la Universidad de Barcelona. Al finalizar sus estudios en 1969, se convirtió en ayudante de la cátedra de Paleografía de la Universidad de Barcelona, y su profesor Emilio Sáez le ofreció la posibilidad de optar a una beca en la Escuela Española de Historia y Arqueología en Roma y poder colaborar en la búsqueda de documentación en el Archivo Vaticano para el Diplomatario del cardenal Gil de Albornoz. Cancillería Pontificia. Al acceder a dicha beca, realizó una breve estancia en Roma durante el curso 1969-1970, en la que colaboró con su futuro cuñado Josep Trenchs, y con Josep Maria Sans i Travé, que fue el director del Archivo Nacional de Cataluña.
En 1970, consiguió una beca del Patronato Menéndez y Pelayo del Consejo Superior de Investigaciones Científicas (CSIC). Desde 1971 hasta 1976, fue Profesora Ayudante en la Universidad de Barcelona de la Cátedra de Historia de la Corona de Aragón, y los próximos dos años, pasó a la Cátedra de Historia Medieval. Hasta el año 1978, elaboró las tesis de Licenciatura y Doctorado, sumando bibliografía a su obra personal. Desde ese momento y hasta 1980 obtuvo un contrato temporal como colaboradora científica del CSIC. Después de participar en un concurso-oposición, en 1981 obtuvo la plaza de colaboradora científica en el Departamento de Estudios Medievales de la Institución Milá y Fontanals de investigación en Humanidades del CSIC en Barcelona.
Desde 1985 ejerció el cargo de Vicedirectora de la Institución Milán y Fontanals, entre 1985 y 1994 bajo la dirección de Maria Teresa Ferrer, y desde 1994 hasta el momento de su muerte, el 13 de agosto de 1997, bajo la dirección de Jaume Josa y Lorca.

## Obra archivística
Al mismo tiempo que trabajaba con el Diplomatario del cardenal Gil de Albornoz. Cancillería Pontificia, Sáinz de la Maza Lasoli publicó numerosos artículos y libros relacionados con las órdenes militares y los monasterios, además de otros temas que le habrían llamado la atención en cada momento. Además, formaba parte de la redacción de la revista Anuario de Estudios Medievales desde 1981. Durante bastante tiempo se dedicó a reunir documentación sobre el Real Monasterio de Santa María de Sigena, perteneciente a la Orden del Hospital de San Juan de Jerusalén, con la que realizó diversas investigaciones.

## Reconocimientos
En 2020, Sáinz de la Maza Lasoli fue incluida en el proyecto de la Subdirección General de Archivos Estatales titulado Mujeres Investigadoras en los Archivos Estatales (1900-1970). Esta iniciativa fue impulsada por el Ministerio de Cultura y su objetivo es reconocer y poner en valor las contribuciones de aquellas mujeres que desarrollaron investigaciones en los diferentes archivos estatales a principios del siglo XX.

## Publicaciones[5]
- Diplomatario del Cardenal Gil de Albornoz. Cancillería Pontificia, 1351-1353; II: 1354-1356; III: 1357-1359, (en colaboración) Barcelona, CSIC, 1976, 1981, 1995, 3 vols.
- La Encomienda de Montalbán (1210-1327). La Orden de Santiago en la Corona de Aragón, Barcelona, Universidad, (1980) (Resumen Tesis Doctoral).
- La Orden de Santiago en la Corona de Aragón. La Encomienda de Montalbán (1210-1327), Zaragoza, Institución Fernando el Católico, (1980)
- Documentos pontificios sobre Cerdeña de la época de Alfonso el Benigno (1327-1336), [en colab. amb J. Trenchs] Barcelona, CSIC, (1983) (Anuario de Estudios Medievales. Anejo, 13)
- La Orden de Santiago en la Corona de Aragón. II. La Encomienda de Montalbán bajo Vidal de Vilanova (1327-1357), Zaragoza, Institución Fernando el Católico, (1988)
- La Orden de San Jorge de Alfama. Aproximación a su historia. Con un informe arqueológico por Eulalia Sintas Martínez, Barcelona, Institució Milà i Fontanals (CSIC), (1990) (Anuario de Estudios Medievales. Anejo, 23).
- L'orde cátala de Sant Jordi d Alfama (1201-1400), Lleida, Pages Editors (1991) (Els Ordes Militars, 2).
- El monasterio de Sijena. Catálogo de documentos del Archivo de la Corona de Aragón. I (1208-1348), Barcelona, Institució Milà i Fontanals (CSIC), (1994) (Anuario de Estudios Medievales. Anejo, 29).
- El monasterio de Sijena. Catálogo de documentos del Archivo de la Corona de Aragón, II (1348-1451), Barcelona, Institució Milà i Fontanals (CSIC), (1998) (Obra postuma).